# Aperitiu
|  | Per a altres significats, vegeu «aperitiu (fàrmac)». |

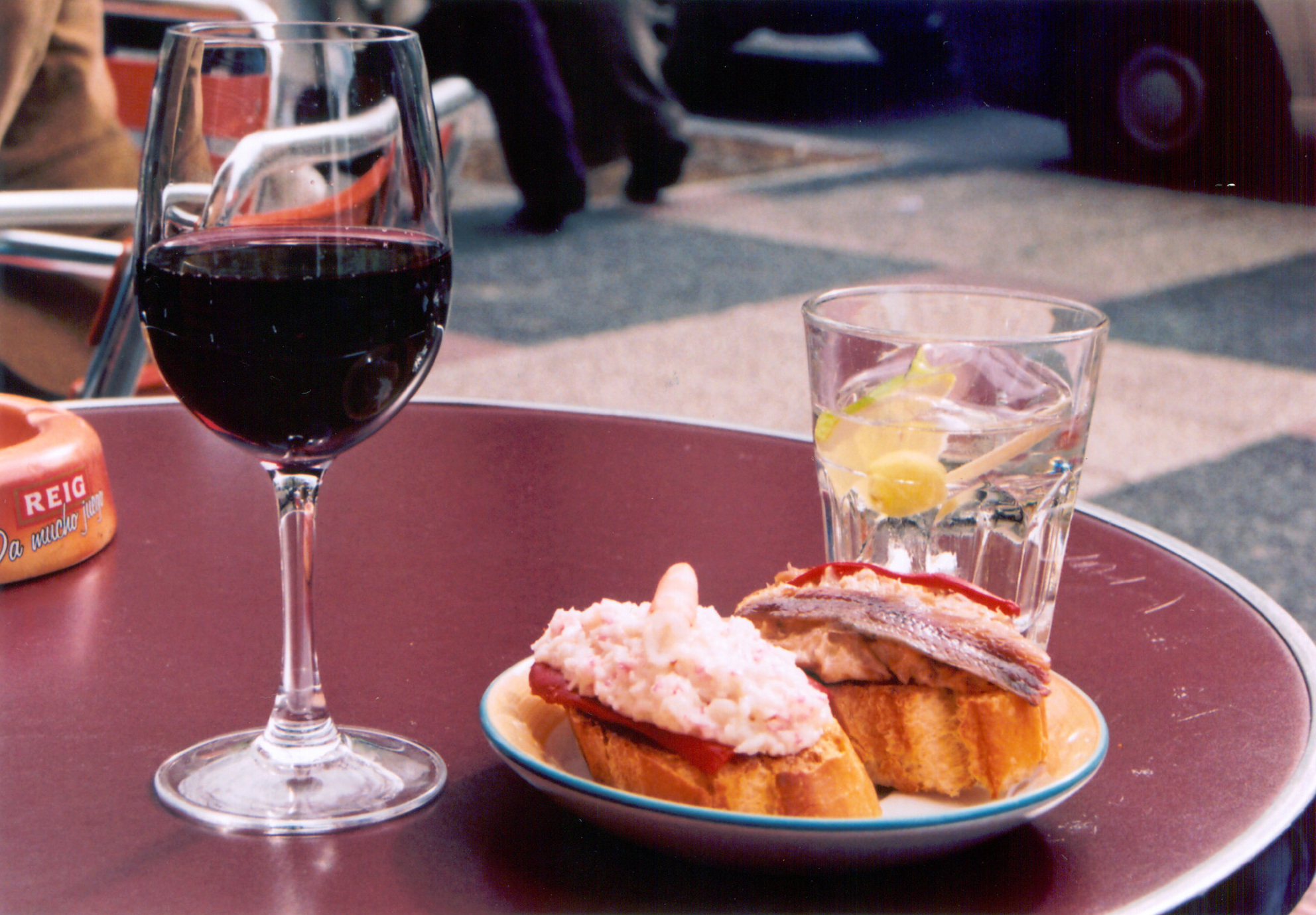
Aperitiu típic en un bar, que consisteix en dos montaditos, una copa de vi negre i un Martini blanc.

L'aperitiu o vermut és una menja lleugera que es pot fer abans d'un àpat, habitualment el sopar o, en dies festius, el dinar. La paraula aperitiu ve del llatí aperire, «obrir», i existeix des de l'edat mitjana. El concepte també, la idea era precisament «obrir l'estómac» abans de l'àpat, però aleshores es feia amb productes a base de sucre o mel, espècies com el gingebre o comí de prat i llavors com anís, fonoll o comí. Les begudes eren o bé làctiques, endolcides i fortificades, o bé vi. A la nostra cultura es pot fer a casa o fora, en un local (bar, restaurant, etc.), se sol fer assegut, amb la família o amics i sol anat acompanyat d'una beguda. La beguda pot ser cervesa, vi o un refresc però la més tradicional és potser, el vermut, cosa que ha fet que aquesta menja es digui també vermut (fer un vermut). La idea és allargar el temps que hom passa plegats a taula i obrir l'apetit mentre es prepara el menjar. En alguns casos particulars, com costellades, etc., i modernament, de vegades, entre famílies o amb convidats amb molta confiança, es fa mentre es prepara el menjar, al costat del foc o a la cuina.

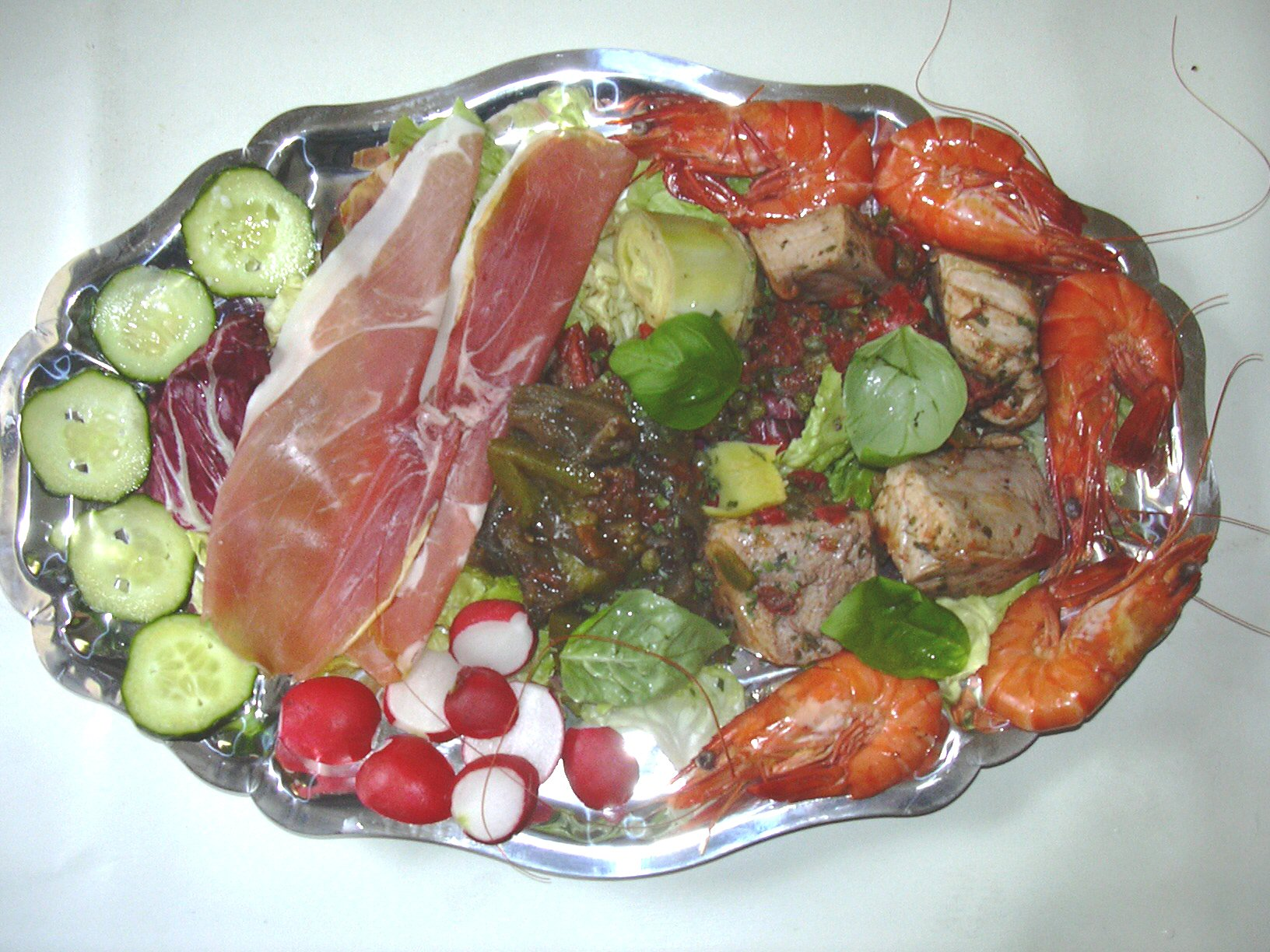
Antipasti italià

En alguns països l'aperitiu es fa sense begudes alcohòliques mentre que en altres, per exemple, França, aquest consisteix només en begudes, que a més solen ser més fortes, i el menjar que les acompanya no és gens obligatori, i en cap cas abundant.
Aperitius típics poden ser unes olives, patates fregides de xurreria, fruits secs, escopinyes, etc.